# 左更增七
左更增七，即白羊座ε （ε Ari），是一个位于白羊座的联星系统，距离地球约293光年。
左更增七的两个成员都是A-型主序星，视星等分别为5.2和5.5，在天球相隔的距离为1.5角秒，两颗恒星合起来的视星等为+4.63。
在西方，白羊座ε和白羊座δ、白羊座ζ、白羊座π和白羊座ρ3有时会一起合并称为Al Botein，来自于阿拉伯语بطين，意思为“腹部”。